# Gerhard Meisenberg

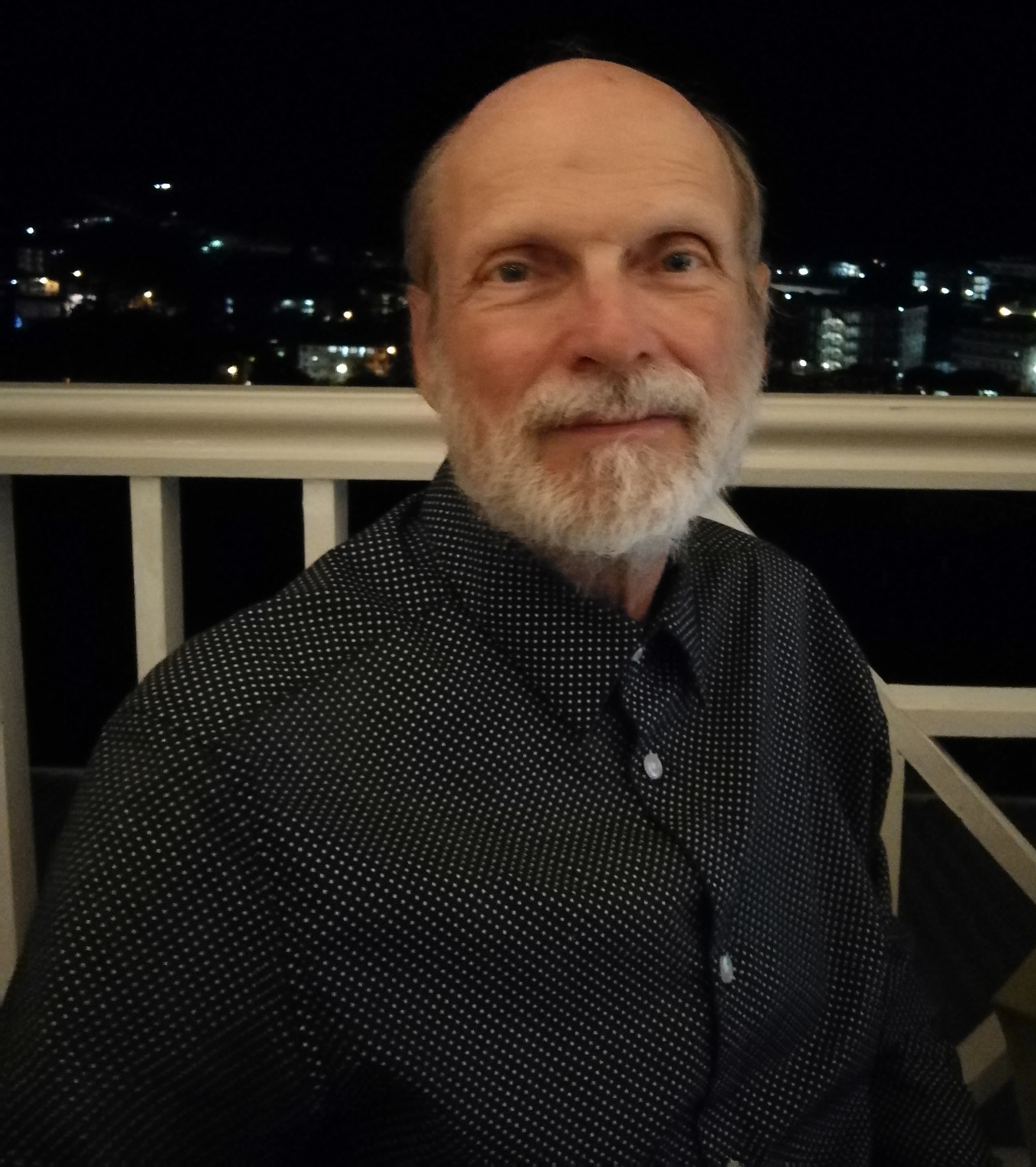
Gerhard Meisenberg (2018)

Gerhard Meisenberg (* 22. Januar 1953 in Dortmund) ist ein deutscher Biochemiker.
Meisenberg erwarb an der Universität Bochum einen Master in Biologie. 1981 schrieb er am Max-Planck-Institut für Psychiatrie in München seine Doktorarbeit Zum Vorkommen verhaltensaktiver Peptide bei Säugetieren. Nach der Promotion arbeitete er zwei Jahre lang als wissenschaftlicher Mitarbeiter in der Abteilung für Biochemie des Loyola University Medical Center in Maywood, Illinois.
1984 begann er als Assistent Professor für Biochemie an der Ross University School of Medicine, einer Privathochschule auf den Kleinen Antillen, wo er zunächst zum Associate Professor und stellvertretenden Vorsitzenden der Abteilung Biochemie aufstieg. Seit 1992 ist Meisenberg dort ordentlicher Professor und war etwa zwanzig Jahre lang Vorsitzender der Abteilung Biochemie. Er unterrichtete bis 2018 Biochemie und Genetik sowie Zellbiologie, Neurowissenschaften und Verhaltensforschung.
Er ist leitender Autor der ersten vier Ausgaben des medizinischen Lehrbuchs Principles of Medical Biochemistry. 2007 veröffentlichte er das populärwissenschaftliche Buch In God's Image: The Natural History of Intelligence and Ethics über die biologischen Grundlagen des menschlichen Verhaltens.
Gemeinsam mit Richard Lynn leitet er seit 2013 die Stiftung Pioneer Fund, die von der US-amerikanischen Bürgerrechtsorganisation Southern Poverty Law Center als institutionell rassistisch (hate group) angesehen wird. Das britische Periodikum Mankind Quarterly, bei dem er bis Ende 2018 Chefredakteur war, wurde vom britischen Guardian und vom Southern Poverty Law Center als „rassistische Zeitschrift“ kritisiert.